# 1963年7月20日日食
1963年7月20日日食是一次日全食，發生於1963年7月20日（亚洲大多為7月21日）。新月當天（即朔日），地球上觀測到月球和太阳的角距離極小，此時月球如果恰好在月球交點附近，穿過太阳和地球之間，與地球、太阳接近一直線，則會出現日食。月球本影接觸地表而使該區域完全得不到陽光，就會形成日全食，同時在本影兩側數千公里的半影範圍內遮擋部分陽光，形成日偏食。此次日全食經過了日本、苏联、美国阿拉斯加州、加拿大、美国本土，日偏食則覆蓋了北美洲絕大部分、亚洲東北部、欧洲西北部。

## 日食概況

### 出現區域
日本北海道境內在7月21日日出時最先看到日全食，隨後月球本影向東北覆蓋了千島群島的部分島嶼，在白令海跨過國際日期變更線，貫穿美国阿拉斯加州，逐漸轉向東南，在加拿大西北地区西南部達到最大食分。此後本影繼續向東南斜貫加拿大和美国東北部的緬因州，最終在7月20日日落時分結束於亚速尔群岛弗洛雷斯島西南約1300公里的北大西洋洋面。
本影經過的陸地包括：
- 日本：從北海道境內接觸地表並向東部移動；
- 苏联：俄罗斯苏维埃联邦社会主义共和国（今俄罗斯）國後島北部、擇捉島西北半部、得撫島西北半部、知理保以島、布勞頓島、新知島、計吐夷島、宇志知島、拉斯舒阿島；
- 美国阿拉斯加州：自西南向東北穿過無建制自治市鎮西南部、馬塔努斯卡-蘇西特納自治市鎮、無建制自治市鎮東南部；
- 加拿大：自西北向東南貫穿育空地區南部和西北地区西南部，經過艾伯塔省東北角，貫穿薩斯喀徹溫省北部、曼尼托巴省中部偏北、安大略省中部偏北、魁北克省南部，擦過新斯科舍省極西南端，其中最大食分位於西北地区西南部；
- 美国本土：自西北向東南斜貫緬因州。[3][4]

除了狹窄的全食帶內能看見日全食之外，月球半影覆蓋範圍內都能看到日偏食，包括北美洲除墨西哥西南海岸和巴拿馬地峽極南端海岸外的絕大部分，及日本中北部、中國東北地區東北部、苏联東北部和北部（今屬俄罗斯）、北歐大陸部分西北半部和斯瓦巴和揚馬延、不列顛群島西北半部、亚速尔群岛、南美洲北部。
月球在其軌道上自西向東轉動，發生日食時，月球在地球表面的陰影也大多自西向東移動，而從地球上看，太阳的西側先被月球遮掩，然後逐漸向東。但此次日食發生在北半球的夏季，地軸北端向太阳方向傾斜，月球半影北端經過了晨昏圈最北端附近的區域，因而在欧洲北部被半影覆蓋、看到日偏食的區域內，月影在地表自東向西移動，地面上看到的太阳東側最先被月球遮掩。北美洲和欧洲的日全食和日偏食大多發生在7月20日，而亚洲的日全食和日偏食大多發生在7月21日，更有苏联欧洲部分北冰洋沿岸處於極晝地區的日偏食在7月20日子夜前不久開始，在7月21日凌晨結束。

### 基本參數
- 類型：日全食
- 食甚中心處（位於加拿大西北地区西南部）資料：
  - 時間：1963年7月20日20:35:38.4
  - 地點：61°41.9′N 119°33.4′W / 61.6983°N 119.5567°W
  - 食分：1.0224（全食帶內最大）
  - 日全食持續時間：1分39.7秒

## 觀測
加拿大自治領天文台、牛津大學、加拿大國家研究委員會、萨斯喀彻温大学的科學家乘坐加拿大皇家空軍的飛機在大奴湖地區上空30,000英尺（9,100）處觀測了日全食。由於大奴湖地區缺少導航系統，該機需從渥太華直飛辛普森堡再返回渥太華，往返共需約13小時。7月20日日全食當天，大奴湖地區的薄雲擴展到了40,000英尺（12,000）高，因此光學觀測並未取得結果，但事先裝在飛機上的儀器還是記錄到了資料。此外近100節（190每小時；120英里每小時）的風速也使飛機提前1分鐘在原定地點以西的位置進入月球本影。此外，加拿大皇家天文學會的科學家還在魁北克省大梅勒完成了射电觀測。
日本太空人毛利衛事後說，当時住在北海道的他在15歲看了這次日全食之後立志想成為科學家。

## 文藝作品
1963年7月15至20日的花生漫畫中出現了本次日全食，其中奈勒斯·潘貝魯特演示了安全觀測日食的方法，提醒大家不要直視太阳。美国作家斯蒂芬·金在1992年的兩部小說《傑羅德遊戲》和《桃樂絲的秘密》中將本次日全食作為重要情節。歷史劇《廣告狂人》在2009年的第三季的第七集《7·23》指的也是本次日全食。美国作家約翰·厄普代克在1968年的小說《夫婦們》中提及本次日全食時寫道：「除了這一天之外，（這些年來）如此不詳的日子只有一天，就是1962年10月肯尼迪和赫魯雪夫在古巴上空相遇的那個星期三。」（[o]nly one other time had been so ominous [in those years], the Wednesday in October of 1962 when Kennedy had faced Khrushchev over Cuba）

## 相關的日食

### 1961-1964年的日食
月球交替位於相對的月球交點時，以半個交點年（食年），即約177天又4小時間隔出現下列日食。
| 降交點                                                         | 降交點                   |          | 升交點                  | 升交點 |
| 沙羅周期                                                       | 地圖                     | 沙羅周期 | 地圖                    |        |
| 120                                                            | 1961年2月15日 全食       | 125      | 1961年8月11日 環食      |        |
| 130                                                            | 1962年2月5日 全食        | 135      | 1962年7月31日 環食      |        |
| 140                                                            | 1963年1月25日 環食       | 145      | 1963年7月20日 全食      |        |
| 150                                                            | 1964年1月14日 偏食（南） | 155      | 1964年7月9日 偏食（北） |        |
| 註：1964年6月10日和1964年12月4日的日偏食屬於下一組交點年系列。 |                          |          |                         |        |

### 沙羅周期
沙羅週期長度為18年11天。本次日食屬於沙羅週期145，共包含77次日食，依次為1639年1月4日至1873年5月26日的14次日偏食、1891年6月6日的1次日環食、1909年6月17日的1次全環食（亦稱混合食）、1945年7月9日至2648年9月9日的41次日全食、2666年9月20日至3009年4月17日的20次日偏食，總共歷時1370.29年。其中最長的全食發生於2522年6月25日，共持續7分12秒。
下表列舉了1901年至2100年間發生的屬於該週期的日食，是第16至26次：
| 16            | 17            | 18            |
| ------------- | ------------- | ------------- |
| 1909年6月17日 | 1927年6月29日 | 1945年7月9日  |
| 19            | 20            | 21            |
| 1963年7月20日 | 1981年7月31日 | 1999年8月11日 |
| 22            | 23            | 24            |
| 2017年8月21日 | 2035年9月2日  | 2053年9月12日 |
| 25            | 26            |               |
| 2071年9月23日 | 2089年10月4日 |               |

## 資料來源
1. ↑  樊忠玉. . 中国天文科普网.   [2016-04-09]. （原始内容存档于2014-09-17）.
2. 1 2  Fred Espenak. . NASA Eclipse Web Site.   [2016-04-09]. （原始内容存档于2020-10-25）.（英文）
3. ↑  Fred Espenak. . NASA Eclipse Web Site.   [2016-04-09]. （原始内容存档于2020-10-24）.（英文）
4. ↑  Xavier M. Jubier. .   [2016-04-09]. （原始内容存档于2019-08-31）.（法文）（英文）
5. ↑  Fred Espenak. . NASA Eclipse Web Site.   [2016-04-09]. （原始内容存档于2008-08-29）.（英文）
6. ↑  . Journal of the Royal Astronomical Society of Canada. 1963-12, 57 (6): 241–252  [2016-04-11]. （原始内容存档于2017-09-16）.（英文）
7. ↑  Covington, A. E., Kennedy, W. A. G., & Gagnon, H. P. A. . Journal of the Royal Astronomical Society of Canada: 215–220.   [2016-04-11]. （原始内容存档于2017-09-16）.（英文）
8. ↑  . Royal Astronomical Society of Canada.   [2016-04-11]. （原始内容存档于2016-04-21）.（英文）
9. ↑  . 溫哥華新報. 2011-10-14  [2024-05-12]. （原始内容存档于2019-09-01） （日语）.
10. ↑  .   [2016-04-13]. （原始内容存档于2015-05-04）.（英文）
11. ↑  Updike, John, Couples (Albert A. Knopf, 1968) pp. 223-4. "[I]t had been ninety per cent at their latitude [near Boston]. An invisible eater moved through the sun's disc amid a struggle of witnessing clouds. The dapples of light beneath the elm became crescent-shaped .... [A] sideways eyebrow ...."
12. ↑  Fred Espenak. . NASA Eclipse Web Site.（英文）

## 外部連結
- NASA日食專頁（页面存档备份，存于）（英文）
- 可見區域圖和時間統計：由弗雷德·埃斯佩纳克做出的日食預報，NASA/GSFC
  - Google互動地圖呈現的日食範圍
  - 貝塞爾元素
- Google地圖顯示的日全食和日偏食範圍（页面存档备份，存于）（法文）（英文）

| \| \| 日食 \|                             |                              |                                           |
| 上一次日食： 1963年1月25日日食 （日環食） | 1963年7月20日日食 （日全食） | 下一次日食： 1964年1月14日日食 （日偏食） |
| 上一次日全食： 1962年2月5日日食           | 1963年7月20日日食 （日全食） | 下一次日全食： 1965年5月30日日食          |
|                                           | 日食                         |                                           |